# Canzone dell'otto settembre
La Canzone dell'otto settembre è un canto della Resistenza italiana, ricavato sull'aria di una più antica ballata diffusa in tutto l'Appennino (Un bel giorno andando in Francia), da cui origina in Lombardia anche un canto delle Fiamme Verdi (La bella partigiana).
È stata registrata da Roberto Leydi sull'Appennino modenese (Casola, frazione di Montefiorino) e da Cesare Bermani in Abruzzo.
Può essere considerato un canto di prigionia ("mi han fatto prigioniero" nella seconda strofa). Anche se riproduce il lamento in prima persona di un soldato ("mi credevo congedato / e dalla mamma ritornar"), ritrae di riflesso la condizione dei civili, come attesta il fatto che si basi su moduli contadini.
Fu trasmesso dall'informatore Eugenio Franzini ad Amedeo Merli.
Esiste un'altra Canzone dell'otto settembre, del 1945: giunse in Italia attraverso prigionieri politici di ritorno dalla Germania e fu registrata da Gianni Bosio a Casaldolo (Mantova).